# Pseudogousa sinensis
Pseudogousa sinensis är en bönsyrseart som beskrevs av Tinkham 1937. Pseudogousa sinensis ingår i släktet Pseudogousa och familjen Liturgusidae. Inga underarter finns listade i Catalogue of Life.